# Casa di Lucia
La casa di Lucia è, secondo il romanzo di Alessandro Manzoni, il luogo di residenza di Lucia Mondella. L'abitazione si trova nel quartiere di Olate, nel comune di Lecco in Lombardia.

Nonostante sia considerata da vari studiosi di topografia manzoniana come l'abitazione più attendibile, essa è contesa con un'altra casa situata nel quartiere di Acquate denominata come Tradizionale casa di Lucia; entrambe all'epoca località autonome.
Le case, in stile rurale, sono rappresentative dell'architettura lecchese: edificio rustico lineare a due piani, con ballatoio e scale di legno oltre ad un cortile antistante.

## La casa di Olate
(Alessandro Manzoni, capitolo II, Promessi Sposi, 1840)
La casa di Olate, situata a poca distanza dalla Chiesa di Don Abbondio, è attualmente una residenza privata, pertanto non è possibile la visita al suo interno. Se il portone d'ingresso è aperto, si può scorgere il cortile.
Sul portale sopra al portone d'ingresso si intravede un affresco decorato con un'Annunciazione risalente al Cinquecento.

## La casa di Acquate
La casa di Acquate, situata in via Lucia, è considerata come tradizionale ed ospita attualmente un'osteria pertanto visitabile solo ai clienti della stessa.

Dal cortile si può vedere il colle dello Zucco dove sorgeva il Palazzotto di don Rodrigo.

## Galleria d'immagini

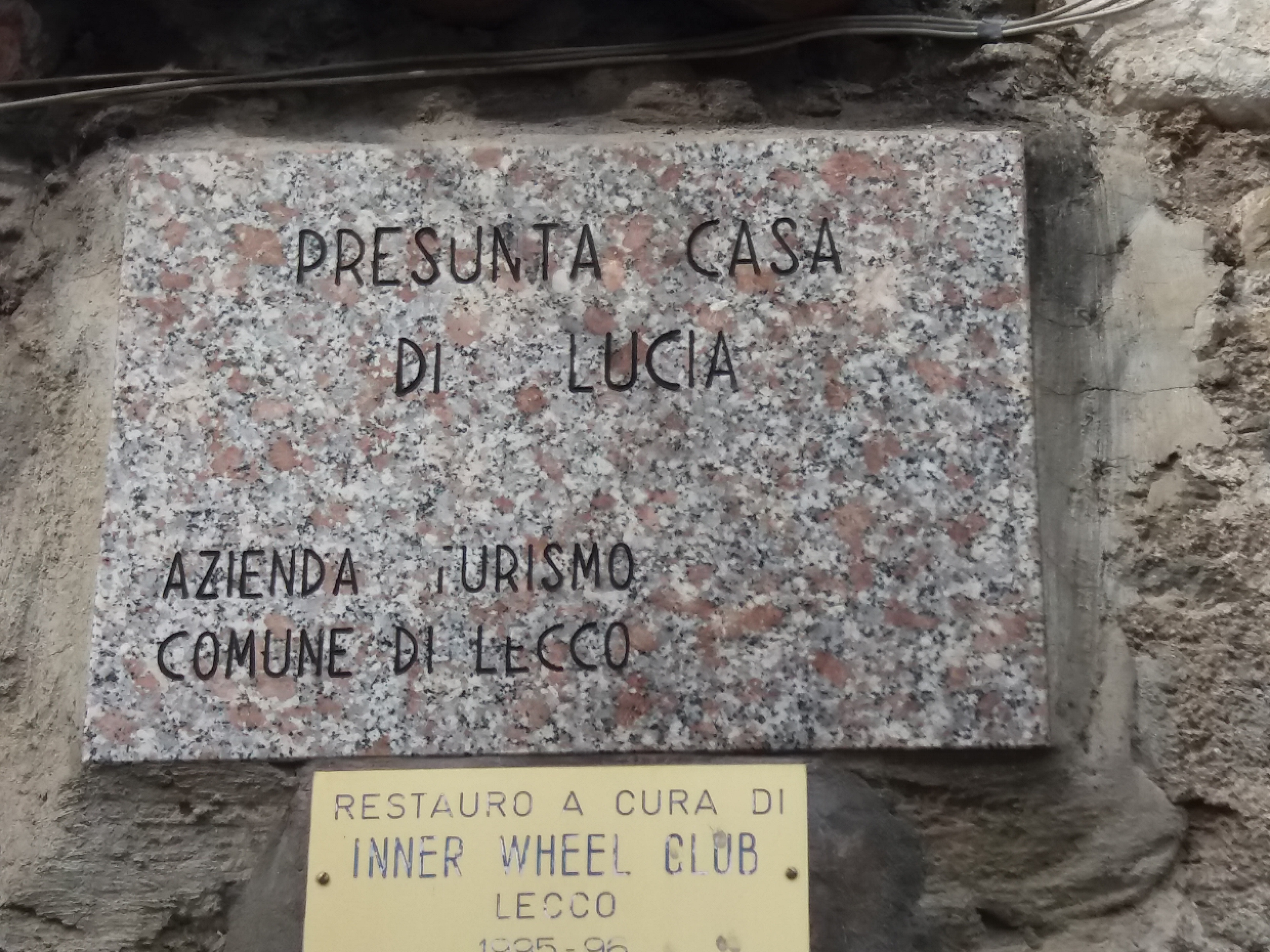
Stele della presunta casa di Lucia